# 慈国巍
慈国巍（1962年—），中华人民共和国甘肃省临夏市折桥镇慈王村人，中国人民解放军少将，中央军委国际军事合作办公室主任。
慈国巍1983年毕业于兰州大学俄语系，同年被分配到中国人民解放军兰州军区政治部。1986年，他改到中国人民解放军军事科学院任职。1991年，他调往中华人民共和国国防部。他曾担任中华人民共和国驻吉尔吉斯共和国大使馆武官、中央军委总参谋部外事办公室欧亚局局长。后来，他晋升少将军衔，并出任国防部外事办副主任。习近平军改后，慈国巍出任中央军委国际军事合作办公室副主任。2018年12月，升任办公室主任。